# گاردینر (اورگن)
گاردینر (به انگلیسی: Gardiner) جامعه‌ای است که محل سرشماری در شهرستان داگلاس، ایالت اورگان، ایالات متحده است که به لحاظ قانونی ثبت نشده‌است، این جامعه از رید اسپورت در سراسر رودخانه اومپوا واقع شده‌است. در مسیر شاهراه ۱۰۱ایالات متحده واقع شده. در سرشماری سال ۲۰۱۰، جمعیت ۲۴۸ نفر بوده‌است.